# Sanne Kurz

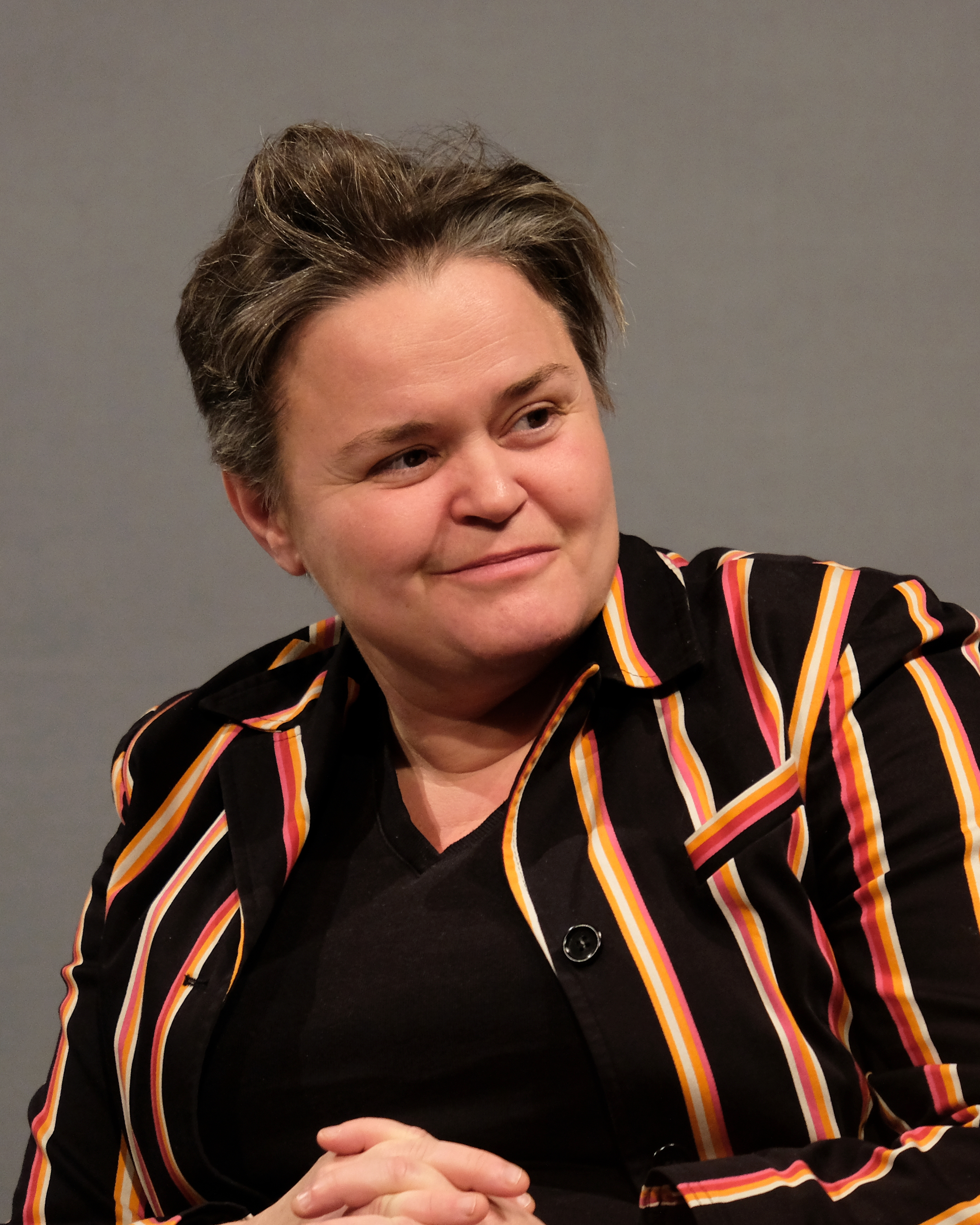
Sanne Kurz (2023)

Susanne Kurz, genannt Sanne Kurz, (* 1. Oktober 1974 in Ludwigshafen am Rhein) ist eine deutsche Politikerin (Bündnis 90/Die Grünen), Filmemacherin, Kamerafrau und ehemalige künstlerisch-wissenschaftliche Mitarbeiterin am Lehrstuhl Kamera an der Hochschule für Fernsehen und Film München (HFF München). Seit 2018 gehört sie dem Bayerischen Landtag an.

## Leben
Kurz wuchs in Neustadt an der Weinstraße auf und studierte 1995 an der HFF München Dokumentarfilm, Kamera und Bildgestaltung sowie 1999/2000 Camera/Licht an der Nederlandse Film en Televisie Academie. Sie arbeitete als Kamerafrau für Spielfilm, Dokumentarfilm und Werbefilm unter anderem für Ysabel Fantou, Satu Siegemund, Cheryl Dunye und Volker Goetze. Kurz unterrichtete in der Vergangenheit an nationalen und internationalen Filmhochschulen. So lehrte sie u. a. am Royal Melbourne Institute of Technology, dem Victorian College of the Arts (Melbourne), dem California College of the Arts, der Bayerischen Akademie für Fernsehen und Digitale Medien und der HFF München.

## Politik
Kurz ist seit 1. Januar 2017 Mitglied der Partei Bündnis 90/Die Grünen und kandidierte bei der Landtagswahl in Bayern 2018 wie auch bei der Landtagswahl 2023 im Stimmkreis 109 (Ramersdorf-Perlach und Trudering-Riem) in München. Mit der Platznummer 13 wurde sie zuletzt im Oktober 2023 über die Wahlkreisliste Oberbayern in den Bayerischen Landtag gewählt. Dort ist Kurz Mitglied des Ausschusses für Wissenschaft und Kunst und Mitglied des Rundfunkrats. Sie ist Sprecherin für Kultur und Medien der Fraktion Bündnis 90/DIE GRÜNEN im Bayerischen Landtag. In der Corona-Krise setzte sie sich erfolgreich für verbesserte Hilfen für Kulturschaffende ein. Sie ist im Vorstand des Paul Klinger Künstlersozialwerk e.V., das sich für Künstlerinnen und Künstler aller Gewerke einsetzt.
Sanne Kurz ist seit 2023 Einzelmitglied der  Kulturpolitischen Gesellschaft.

## Filmografie (Auswahl)
Auswahl an Filmen, an denen Kurz mitgewirkt hat:
- 2007: The Line
- 2008: Coup de Grace
- 2009: The Band
- 2012: Rodicas[11]
- 2013: My German Children (Kamera), Regie Tom Tamar Pauer
- 2015: FREISTUNDE – Doing Nothing All Day – Ein Film über demokratische Bildung[12]
- 2015: nicht weit von mir[13]
- 2016: Eine andere Welt ist pflanzbar! Teil 5 – Urbane Gemeinschaftsgärten in Deutschland[14]
- 2016: immer dienstags um fünf[15]
- 2017: Die Herberge[16] (Kamera, Produktion), Regie Ysabel Fantou

## Auszeichnungen
- 1999: DAAD Jahres-Stipendium Kamera[17]
- 2004: Young Civis Media Prize für Himmelfilm – How were skies when you were young?[18]
- 2009: Nationaler Wettbewerb für Bildgestalterinnen mit 1, 2, 3